# Фуке, Генрих Август де ла Мотт
Барон Генрих Август де ла Мотт Фуке (нем. Heinrich August de la Motte Fouqué; 4 февраля 1698, Гаага, Голландия, Республика Соединённых провинций Нидерландов — 3 мая 1774, Бранденбург-на-Хафеле) — прусский военачальник, генерал-лейтенант, генерал инфантерии.

## Биография
Родился в семье гугенотов нормандского происхождения, бежавших из Франции после отмены Нантского эдикта.
С 1706 года служил пажем при дворе князя Ангальт-Дессау Леопольда I. Позже учился в кадетском корпусе, принимал участие в прусской кампании в Западной Померании. В 1719 году получил чин лейтенанта, с 1723 года служил офицером штаба, а с февраля 1729 года — командиром роты.
Фуке подружился и близко сошёлся с преемником прусского престола, впоследствии королём Фридрихом II Великим. Фуке принадлежал к числу друзей юности короля и был частым гостем Фридриха в его дворе в Райнсберге. Позже стал доверенным лицом Фридриха.
После конфликта с Леопольдом I Фуке перешёл на датскую военную службу.
После восшествия Фридриха на прусский престол в 1740 году вернулся на службу королевской Пруссии и стал командиром недавно созданного 37-го фузилерского полка. Был награжден орденом Чёрного орла.
Фридрих Великий отдал ему рыцарскую академию, основанную в 1703 году на небольшом островке около Бранденбурга-на-Хафеле.
Во время первой Силезской войны (1742) Фуке командовал гренадерским батальоном, а затем был назначен губернатором г. Глаца.
13 мая 1743 года он стал генерал-майором и год спустя назначен командиром 33-го пехотного полка. Ему также было поручена охрана Фридриха фон дер Тренка, который был заключён в военной крепости Глаца, однако в 1746 году после нескольких неудачных попыток авантюристу и группе его сообщников — сослуживцев удалось бежать из под стражи.
22 января 1751 года Фридрих II Великий присвоил Фуке звание генерал-лейтенанта.
Во время Семилетней войны король поручил ему защиту Силезии и дал под командование 13 000 солдат. В июне 1760 года Фуке был вынужден отступить под натиском австрийских войск Эрнста Лаудона. Вскоре после этого, 23 июня 1760 г. его корпус потерпел поражение в битве при Ландесхуте, его 12 тысячный прусский корпус был полностью уничтожен 38 тысячным корпусом австрийского фельдмаршал-лейтенанта барона Эрнста Гидеона Лаудона (2 тысячи убитых, 8 тысяч попали в плен во главе с самим Фуке, получившим в сражении тяжёлое ранение).
Король Фридрих II тщетно пытался добиться освобождения своего друга, чей поступок он сравнил с поступком Леонида I в Фермопильском сражении.
Фуке был отпущен на свободу в 1763 году, когда война подошла к концу, он был удостоен чести быть приглашённым на заседания Круглого стола в королевском дворце Сан-Суси. 
Король в 1759 году присвоил ему звание генерал инфантерии.
Вынужденный передвигаться в инвалидной коляске и считая себя ответственным за поражение при Ландесхуте, Фуке отказался вернуться на прежнюю должность в крепость Глаца и удалился в отставку, которую он провел в Бранденбурге-на-Хафеле .
Его внуком был писатель Фридрих де Ла Мотт Фуке, который описал его жизнь в одной из своих книг.

## Награды
- Pour le mérite (1740);
- Орден Чёрного орла (1751).